# Intoxication au tétrachlorure de carbone
Cet article décrit les critères administratifs pour qu'une intoxication au tétrachlorure de carbone soit reconnue comme maladie professionnelle en France.
Ce sujet relève du domaine de la législation sur la protection sociale et a un caractère davantage juridique que médical. 

## Législation en France

### Régime général
| Fiche Maladie Professionnelle | Fiche Maladie Professionnelle | Fiche Maladie Professionnelle |
| Ce tableau définit les critères à prendre en compte pour qu'une intoxication au tétrachlorure de carbone soit prise en charge au titre de la maladie professionnelle | Ce tableau définit les critères à prendre en compte pour qu'une intoxication au tétrachlorure de carbone soit prise en charge au titre de la maladie professionnelle | Ce tableau définit les critères à prendre en compte pour qu'une intoxication au tétrachlorure de carbone soit prise en charge au titre de la maladie professionnelle |
| Régime Général. Date de création : 9 décembre 1938 | Régime Général. Date de création : 9 décembre 1938 | Régime Général. Date de création : 9 décembre 1938 |
| Tableau N° 11 RG | Tableau N° 11 RG | Tableau N° 11 RG |
| Intoxication professionnelle par le tétrachlorure de carbone (Tableau modifié par le décret du 3 octobre 1951, à effet du 21 octobre 1951)                           | Intoxication professionnelle par le tétrachlorure de carbone (Tableau modifié par le décret du 3 octobre 1951, à effet du 21 octobre 1951)                           | Intoxication professionnelle par le tétrachlorure de carbone (Tableau modifié par le décret du 3 octobre 1951, à effet du 21 octobre 1951)                           |
| --- | --- | --- |
| Désignation des Maladies | Délai de prise en charge | Liste indicative des principaux travaux susceptibles de provoquer ces maladies                                                                                       |
| Néphrite aiguë ou subaiguë avec albuminurie, cylindrurie et azotémie progressive                                                                                     | 30 jours | Préparation, emploi, manipulation du tétrachlorure de carbone ou des produits en renfermant notamment :                                                              |
| Hépatonéphrite initialement apyrétique, ictérigène ou non | 30 jours | - Emploi du Tétrachlorure de carbone comme dissolvant, en particulier pour l'extraction des matières grasses et pour la teinture-dégraissage.                        |
| Ictère par hépatite, initialement apyrétique | 30 jours | - Remplissage et utilisation des extincteurs au tétrachlorure de carbone.                                                                                            |
| Dermites irritatives | 7 jours | |
| Accidents nerveux aigus en dehors des cas considérés comme accidents du travail                                                                                      | 3 jours | |
| Date de mise à jour : 11 février 2003 | | |

### Régime agricole
| Fiche Maladie Professionnelle | Fiche Maladie Professionnelle | Fiche Maladie Professionnelle |
| Ce tableau définit les critères à prendre en compte pour qu'une intoxication au tétrachlorure de carbone soit prise en charge au titre de la maladie professionnelle | Ce tableau définit les critères à prendre en compte pour qu'une intoxication au tétrachlorure de carbone soit prise en charge au titre de la maladie professionnelle | Ce tableau définit les critères à prendre en compte pour qu'une intoxication au tétrachlorure de carbone soit prise en charge au titre de la maladie professionnelle |
| Régime Agricole. Date de création : 17 juin 1955 | Régime Agricole. Date de création : 17 juin 1955 | Régime Agricole. Date de création : 17 juin 1955 |
| Tableau N° 9 RA | Tableau N° 9 RA | Tableau N° 9 RA |
| Intoxication professionnelle par le tétrachlorure de carbone | Intoxication professionnelle par le tétrachlorure de carbone | Intoxication professionnelle par le tétrachlorure de carbone |
| --- | --- | --- |
| Désignation des Maladies | Délai de prise en charge | Liste indicative des principaux travaux susceptibles de provoquer ces maladies                                                                                       |
| Néphrite aiguë ou subaiguë avec albuminurie, cylindrurie et azotémie progressive                                                                                     | 30 jours | Manipulation et emploi de tétrachlorure de carbone ou des produits en contenant, notamment désinsectisation des graines de céréales et de légumineuses.              |
| Hépatonéphrite initialement apyrétique, ictérigène ou non | 30 jours | |
| Ictère par hépatite, initialement apyrétique | 30 jours | |
| Dermites irritatives | 7 jours | |
| Accidents nerveux aigus en dehors des cas considérés comme accidents du travail                                                                                      | 3 jours | |
| Date de mise à jour : 27 janvier 1976 | | |

## Sources générales
- (fr) Tableaux du régime Général sur le site de l’AIMT
- (fr) Guide des maladies professionnelles sur le site de l’INRS